# Японский жаворонок
Японский жаворонок, или японский полевой жаворонок (лат. Alauda arvensis japonica) — воробьиная птица из семейства жаворонковых (Alaudidae). 

## Систематика
Систематическое положение таксона остаётся спорным. Одни исследователи рассматривают его как самостоятельный вид, другие — как подвид Alauda arvensis japonica  полевого жаворонка. Ряд исследователей сближают таксон с индийским жаворонком или рассматривают его как форму гибридогенного происхождения.
Внешне очень похож на полевого жаворонка. Отличается тем, что несколько мельче его, крылья и хвост короче, с относительно коротким когтем заднего пальца. При этом длина ног и клюва больше. При сравнению с большинством рас полевого жаворонка японский жаворонок смотрится более охристым, менее сероватым, а в свежем оперении — более тёмным. Все эти различия, все же являются ненадёжными и в районах симпатрии единственным устойчивым признаком является — формула крыла — расстояние между четвёртым и пятым маховыми перьями меньше 4 мм (у полевого — больше 4 мм). Имеются данные, что полевой и японский жаворонок различаются песней, однако большая часть песни у обоих совпадает и различия касаются только нескольких колен.

## Описание
Длина 16—18 см, длина крыла 91—106 мм, масса 31,7—42,2 г. Отличия в окраске самца и самки практически отсутствуют. Самка чуть мельче и тусклее окрашена, чем самец. Фон верха тела от шапочки до надхвостья буровато-охристого цвета. Грудь несколько ярче и светлее. Бока головы имеют более выраженный охристый оттенок. Подбородок, горло, брюхо, подхвостье серовато-белого цвета, с буроватым или охристым налётом. Маховые перья бурого окраса с более светлыми вершинами. Рулевые перья тёмно-бурого цвета, их наружная пара — белая, а средняя — охристо-буроватая. Бровь, кольцо вокруг глаза сероватого цвета (а не беловатые, как у полевого жаворонка и более узкие). Тёмные пестрины на верхней стороне тела более широкие, чем у полевого жаворонка. Грудь и кроющие перья уха покрыты пестринами более густо, чем остальные части тела. В брачном наряде общий фон спины и груди более яркий — желтовато-охристый, а тёмные пестрины и беловатые и охристые окаймления образуют собой чешуйчатый рисунок.

## Ареал и места обитания
Японские острова: Хонсю, Хоккайдо, Кюсю, Сикоку, Садо, Ягисири, острова Кунашир, Монерон, южный Сахалин. Зимует в Японии, Корее, Восточном Китае.

## Биология
Птицы встречаются и гнездятся по сырым лугам и полям, разнотравных лугах, огородах, пастбищах и зарослях, вдоль морского побережья — на пологих склонах и прибрежных террасах, покрытых разнотравными лугами с куртинами кустарников и редкими деревьями, на песчаных дюнах. Питаются семенами растений и насекомыми. Основу рациона птенцов составляют пауки и насекомые.
Прилёт птиц в места гнездования отмечен в апреле. Осенью птицы отлетают на зимовку во второй половине сентября— октябре. Гнездовой период длится с мая по июль. Кроме повторных, вероятно, имеют место и вторые кладки. Гнездо располагается в углублениях почвы среди травы под прикрытием стеблей и листьев. Гнезда сооружаются из сухих стеблей и листьев злаковых и других травянистых растений и корешков. В кладке обычно 4, реже — 5 яиц. Птенцы вылупляются во второй половине мая, из повторных — в июне—первой половине июля.